# John Barnes Chance
John Barnes Chance (Beaumont, Texas, 20 november 1932 – Lexington, Kentucky, 16 augustus 1972) was een Amerikaans componist.

## Levensloop
John Barnes Chance studeerde aan de Universiteit van Texas in Austin onder andere compositie bij James Clifton Williams. Hij behaalde zijn Bachelor of Music en zijn Master of Music aldaar en studeerde aansluitend bij Kent Kennan en Paul Pisk.
Hij was van 1960 tot 1962 Composer-in-residence in de openbare school van Greensboro, North Carolina, als uitgenodigde van het Ford Foundation Young Composers Project. Hij speelde pauken in het symfonieorkest van Austin en later was hij bewerker en arrangeur in de Fourth U.S. Army band, in San Antonio en de Eighth U.S. Army band in Korea.
Als componist is hij vooral bekend voor zijn werken voor harmonieorkest, maar hij schreef ook werken voor orkest, kamermuziek en Vocale muziek. Hij overleed ten gevolge van een vliegtuigramp.

## Composities

### Werken voor orkest
- 1956 Symphony No. 1
- 1957 Overture to a Fairy Tale
- 1960 Fiesta!
- 1961 Satiric Suite, voor strijkorkest
- Burletta, a chromatic piece

### Werken voor harmonieorkest
- 1962 Incantation and Dance[1]
- 1962 Alleluia, voor gemengd koor en harmonieorkest
- 1962 Ballad and March, on American traditional text, voor gemengd koor en harmonieorkest
- 1964 Variations on a Korean Folk Song[2]
  1. Con Molto
  2. Vivace
  3. Larghetto
  4. Allegro con brio
  5. Con Islancio
- 1966 Introduction and Capriccio, voor piano en harmonieorkest
- 1971 Blue Lake Overture
- 1971 Elegy[3]
- 1972 Symphony No. 2[4][5][6]
  1. Sussurando – Energico
  2. Elevato
  3. Slancio

### Missen, cantates en geestelijke werken
- 1961 Blessed are They that Mourn, naar de Bijbelse tekst voor gemengd koor, hoorn, strijkers en slagwerk
- 1962 Alleluia, (z. Werken voor harmonieorkest)
- 1967 Kyrie and Alleluia, voor gemengd koor en orkest

### Werken voor koor
- 1961 The Noiseless, Patient Spider, voor vrouwenkoor en fluiten - tekst: Walt Whitman

### Vocale muziek
- 1962 3 Songs, voor sopraan, fluit en piano - tekst: Edward Estlin Cummings

### Kamermuziek
- 1959 Credo, voor trompet en piano
- 1966 Introduction and Capriccio, voor houtblazers-ensemble en piano

## Publicaties
- Barry Kopetz: An Analysis of Chance's "Incantation and Dance". The Instrumentalist, October 1992.
- William H. Rehrig, Paul E. Bierley: The Heritage Encyclopedia of Band Music. Westerville, Ohio. Integrity Press, 1991. ISBN 0-918048-08-7
- Raoul F. Camus: John Barnes Chance, Grove Music Online, ed. L. Macy. Accessed 27 Mar 05.